# Lacerta bilineata
Il ramarro occidentale (Lacerta bilineata Daudin, 1802) è un sauro della famiglia dei Lacertidi, di colore verde brillante, rapidissimo nei movimenti.

## Descrizione

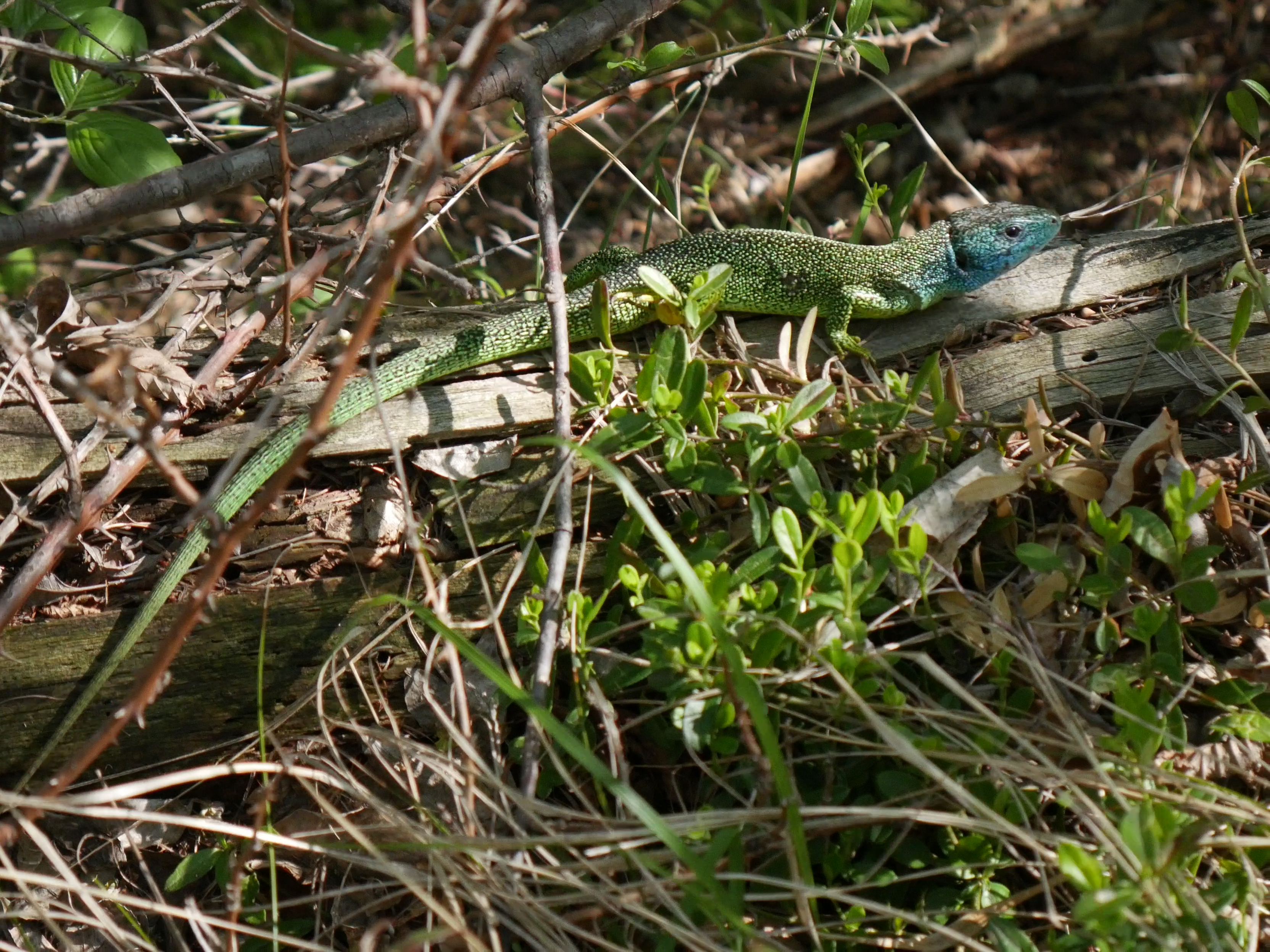
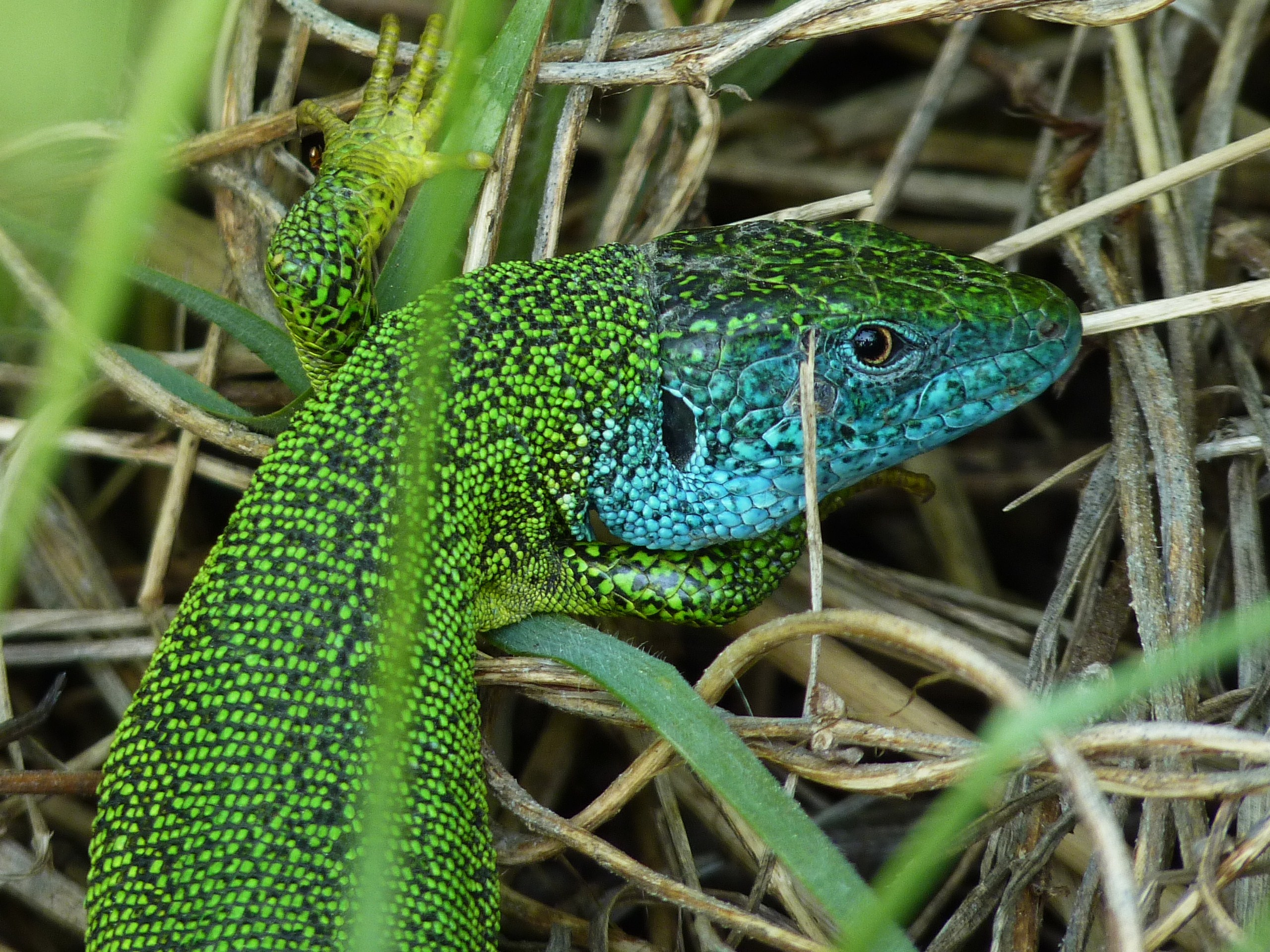
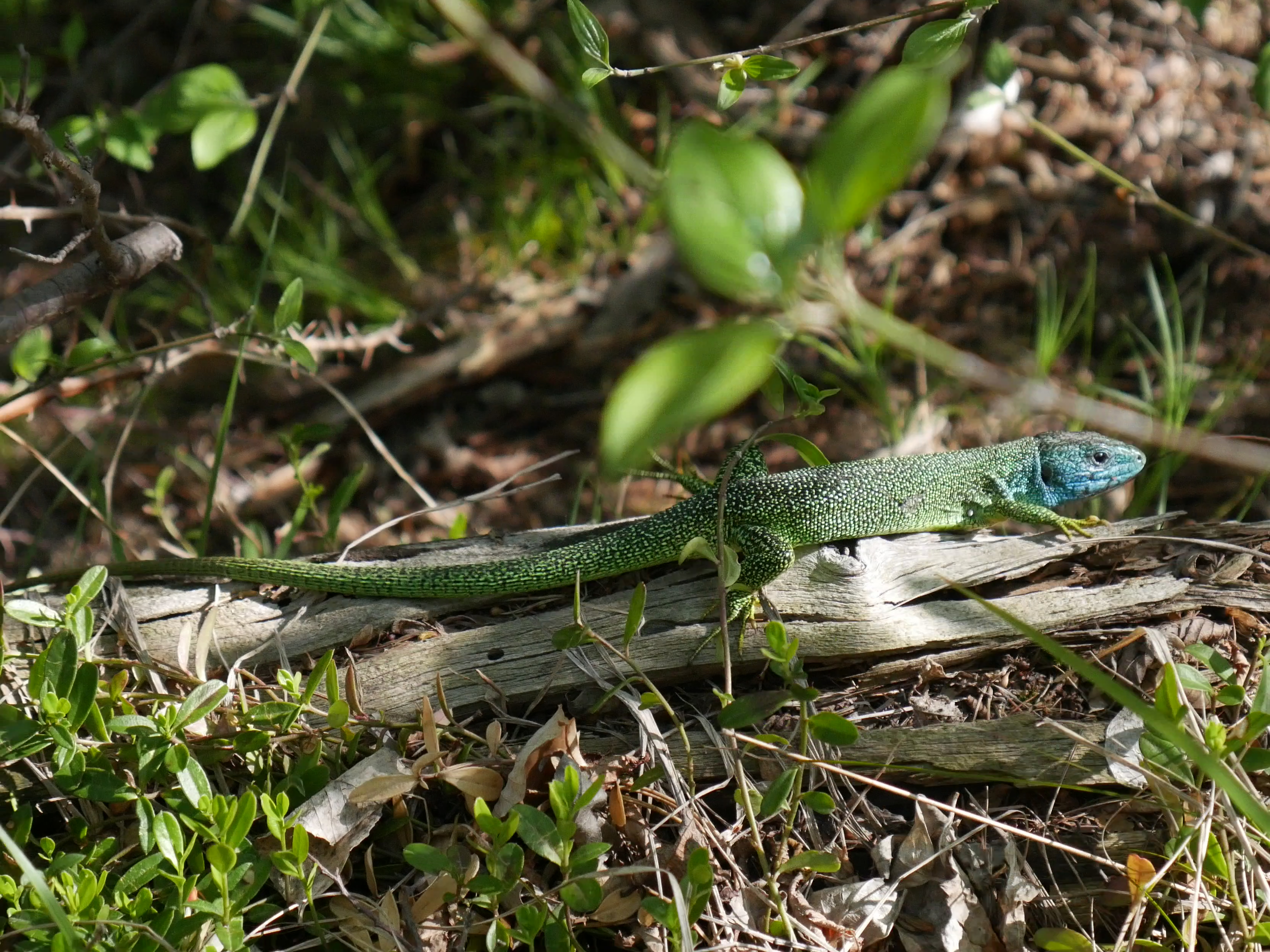
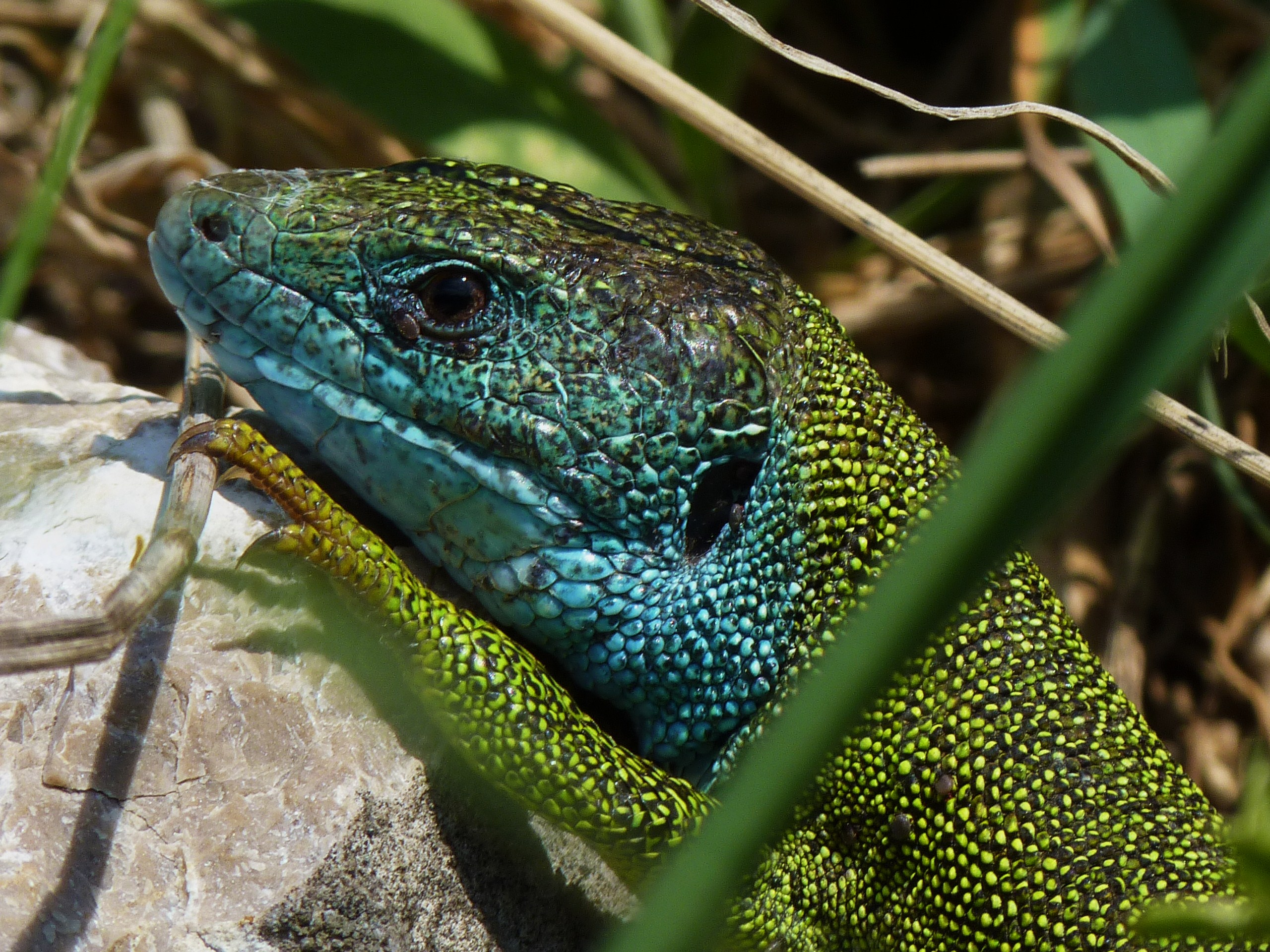
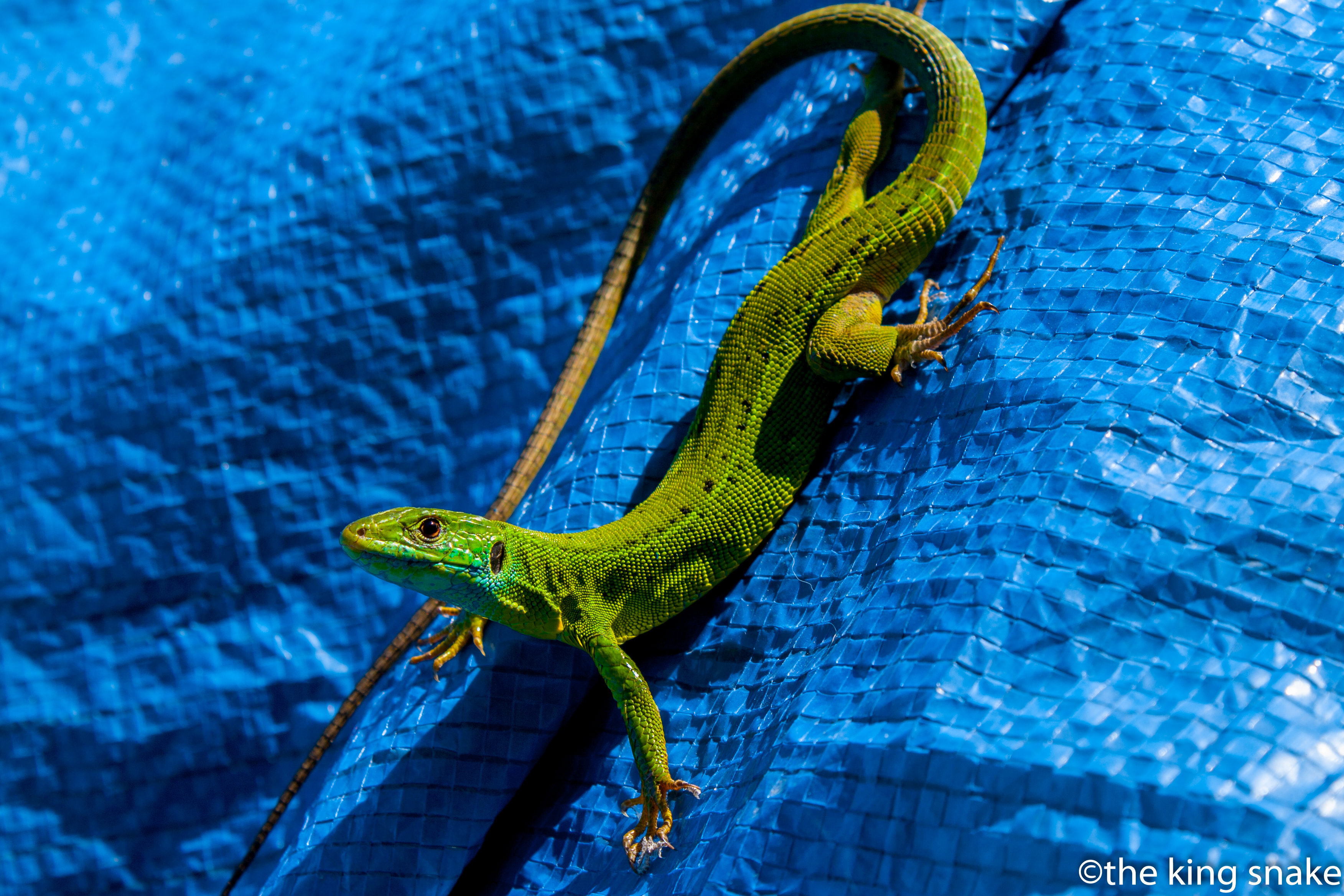
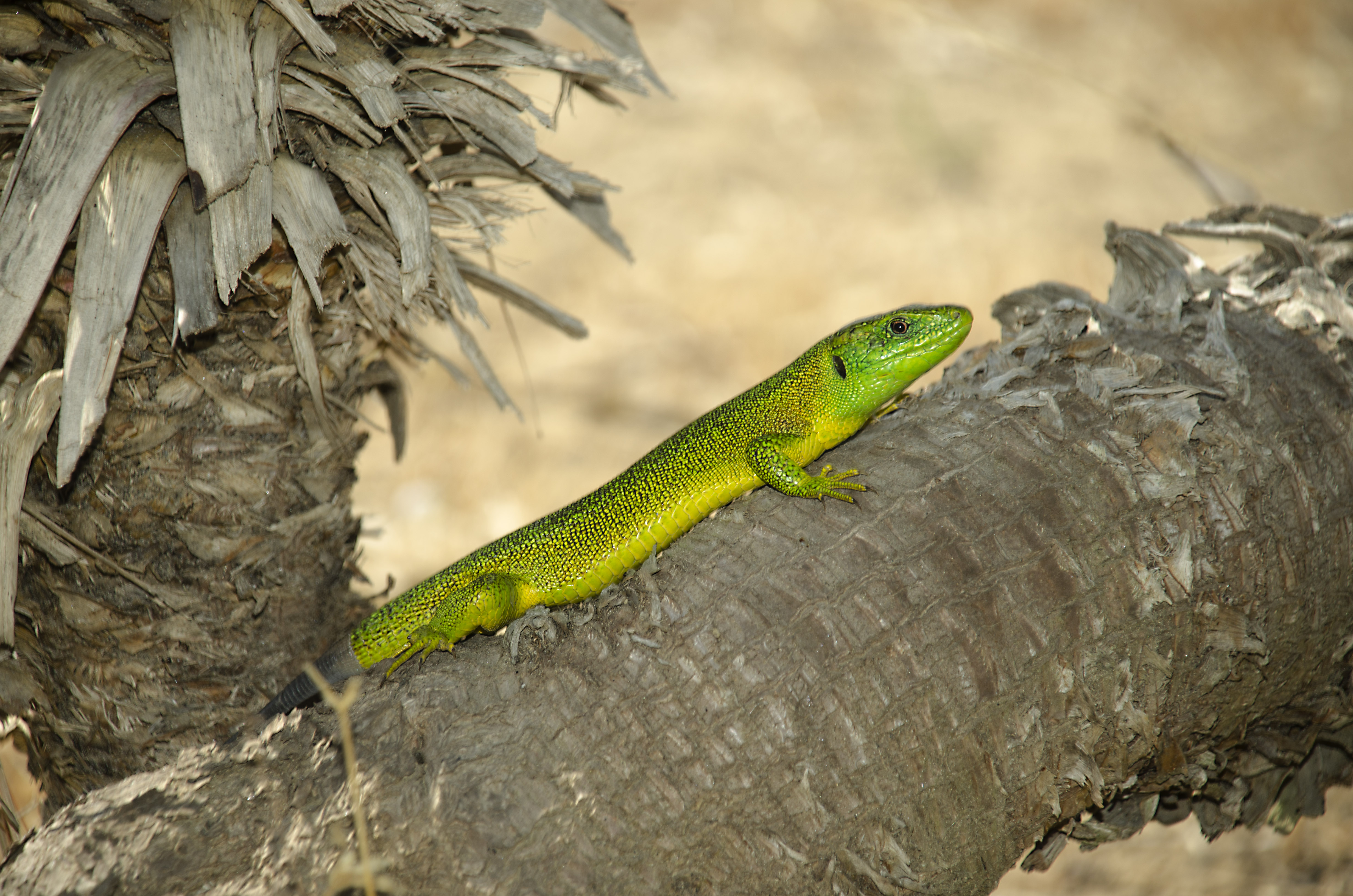

La forma del corpo è quella tipica delle lucertole, ma di dimensioni maggiori. Gli esemplari adulti possono raggiungere i 45 cm di lunghezza, compresa la coda. La livrea del maschio è verde con striature nero-brunastre sul dorso e gialle sul ventre; nella stagione riproduttiva la gola diventa di colore azzurro intenso. La femmina è di colore dal verde al beige. Le zampe sono dotate di cinque dita munite di piccoli artigli.

## Biologia

### Comportamento
I ramarri sono animali territoriali. I maschi lottano tra loro, soprattutto nella stagione riproduttiva.

### Alimentazione
Si nutrono principalmente di artropodi, larve, molluschi e talora anche di vegetali come frutta o bacche.

### Riproduzione
La maturità sessuale viene raggiunta intorno ai due anni. I maschi che sono sedentari e territoriali, nel periodo dell'accoppiamento in primavera, dopo il letargo invernale, sono molto aggressivi: si affrontano alzando la testa, mostrando il sottogola azzurro all'avversario e frustando l'aria con la coda. Il maschio vincitore potrà accoppiarsi con la femmina. Durante l'accoppiamento il maschio trattiene la femmina mordendola su un fianco. Dopo alcune settimane, la femmina scava un nido profondo una decina di centimetri e vi depone tra le 5 e le 25 uova, lunghe circa 18 mm, che si schiudono dopo circa 3 mesi.

## Distribuzione e habitat
Lacerta viridis
     Lacerta bilineata
     Punti di ibridazione

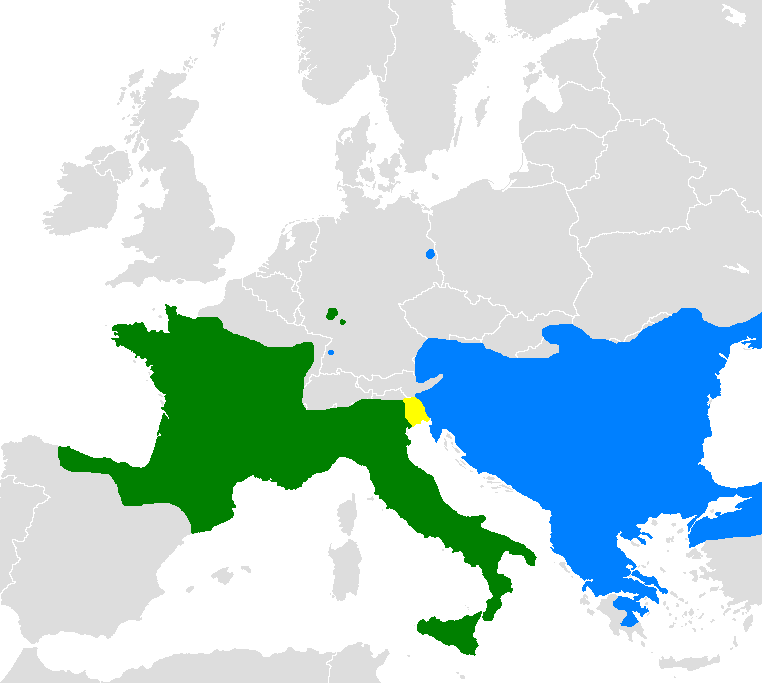
Lacerta viridis
Lacerta bilineata
Punti di ibridazione

Questa specie è presente in Portogallo, Spagna, Francia, Andorra, Austria, Croazia, Germania, Monaco, Slovenia, Svizzera, Regno Unito (Isole del Canale) e Italia.
In Italia è presente in tutta la penisola ed in Sicilia. In Sardegna è assente. Il suo areale si sovrappone parzialmente a quello della Lacerta viridis, diffusa in Europa orientale, in Friuli-Venezia Giulia e nella parte orientale del Veneto. È stata introdotta in Kansas negli Stati Uniti.

## Sistematica
Ne esistono cinque sottospecie:
- Lacerta bilineata bilineata Daudin, 1802
- Lacerta bilineata chloronota Rafinesque-Schmaltz, 1810
- Lacerta bilineata chlorosecunda
- Lacerta bilineata indet (Elbing, 2001)
- Lacerta bilineata fejervaryi Vasvary, 1926

## Il ramarro nella cultura popolare italiana
In alcune varianti della lingua veneta il ramarro è chiamato ligaor o ligaore, ossia "legatore", poiché i contadini di questa credevano che l'animale fosse in grado di incantare le prede con lo sguardo (si tratta di fantasia popolare).
In Siciliano, dove il ramarro è molto comune, viene chiamato lucirtuluni, ovvero grossa lucertola. Ed è inoltre credenza popolare che dove c'è un ramarro ci sia sempre un serpente nelle vicinanze, poiché si crede che queste grosse lucertole si cibano di serpenti. In Umbria viene chiamato raganu o ragano.